# Luz Cintrón Medina
Luz Vanessa Cintrón Medina (29 de octubre de 1975) es una deportista puertorriqueña que compitió en taekwondo. Ganó una medalla de bronce en los Juegos Panamericanos de 1999 y dos medallas de bronce en el Campeonato Panamericano de Taekwondo, en los años 1996 y 2000.

## Palmarés internacional
| Juegos Panamericanos    | Juegos Panamericanos | Juegos Panamericanos | Juegos Panamericanos |
| Año                     | Lugar                | Medalla              | Categoría            |
| ----------------------- | -------------------- | -------------------- | -------------------- |
| 1999                    | Winnipeg (Canadá)    | Medalla de bronce    | +67 kg               |
| Campeonato Panamericano |                      |                      |                      |
| Año                     | Lugar                | Medalla              | Categoría            |
| 1996                    | La Habana (Cuba)     | Medalla de bronce    | +70 kg               |
| 2000                    | Oranjestad (Aruba)   | Medalla de bronce    | +72 kg               |